# 岩隈隆士
岩隈 隆士（いわくま たかし、1984年6月29日 - ）は、日本の元バスケットボール選手である。ポジションはガード。福岡県出身で日本バスケットボールリーグの日立サンロッカーズに所属していた。

## 来歴
東山高校から早稲田大学に進み、主将も務める。
卒業後、日立サンロッカーズに入団。2013年引退。

## 経歴
- 東山高校 - 早稲田大学（中村好男ゼミ） - 日立（2007年〜2013年）